# Bleititanat
Blei(II)-titanat ist eine toxische chemische Verbindung bestehend aus den Elementen Blei, Titan und Sauerstoff mit der Summenformel PbTiO3. Es zählt als Bleisalz der Titansäure (HxTiyOz) zu den Titanaten. Blei(II)-titanat ist ein gelbes, wasserunlösliches Pulver.
Bei höheren Temperaturen nimmt Bleititanat eine kubische Perowskitstruktur an. Beim Erreichen der Curie-Temperatur von 447 °C wird das Material ferroelektrisch und nimmt eine tetragonale Struktur an. Bleititanat ist eines der Endglieder im Phasendiagramm von Blei-Zirkonat-Titanat, einer ferroelektrischen Keramik, wobei hier der Zirconiumanteil Null ist und der Titananteil maximal.